# Alberto Orzan
Alberto Orzan (San Lorenzo di Mossa, 24 luglio 1931 – Firenze, 9 agosto 2022
) è stato un calciatore italiano, di ruolo difensore.

## Carriera

Orzan (in piedi, al centro) con la Nazionale italiana nel 1956

Centromediano sistemista, con la maglia della Fiorentina ha vinto lo scudetto del 1955-1956, la Coppa Grasshoppers 1957, la Coppa delle Coppe 1960-1961 e la Coppa Italia dello stesso anno ed ha perso le finali di Coppa delle Coppe 1961-1962 e di Coppa Italia del 1958 e del 1959-1960. Ha disputato 4 partite con la Nazionale di calcio italiana. Nel 2013 è entrato nella Hall of Fame della Fiorentina.
È morto a Firenze il 9 agosto 2022 all'età di 91 anni. Riposa nel cimitero di Soffiano.

## Statistiche

### Cronologia presenze e reti in nazionale
| Cronologia completa delle presenze e delle reti in nazionale ― Italia | Cronologia completa delle presenze e delle reti in nazionale ― Italia | Cronologia completa delle presenze e delle reti in nazionale ― Italia | Cronologia completa delle presenze e delle reti in nazionale ― Italia | Cronologia completa delle presenze e delle reti in nazionale ― Italia | Cronologia completa delle presenze e delle reti in nazionale ― Italia | Cronologia completa delle presenze e delle reti in nazionale ― Italia | Cronologia completa delle presenze e delle reti in nazionale ― Italia |
| Data                                                                  | Città                                                                 | In casa                                                               | Risultato                                                             | Ospiti                                                                | Competizione                                                          | Reti                                                                  | Note                                                                  |
| --------------------------------------------------------------------- | --------------------------------------------------------------------- | --------------------------------------------------------------------- | --------------------------------------------------------------------- | --------------------------------------------------------------------- | --------------------------------------------------------------------- | --------------------------------------------------------------------- | --------------------------------------------------------------------- |
| 11-11-1956                                                            | Berna                                                                 | Svizzera                                                              | 1 – 1                                                                 | Italia                                                                | Coppa Internazionale                                                  | -                                                                     |                                                                       |
| 9-12-1956                                                             | Genova                                                                | Italia                                                                | 2 – 1                                                                 | Austria                                                               | Coppa Internazionale                                                  | -                                                                     |                                                                       |
| 25-4-1957                                                             | Roma                                                                  | Italia                                                                | 1 – 0                                                                 | Irlanda del Nord                                                      | Qual. Mondiali 1958                                                   | -                                                                     |                                                                       |
| 12-5-1957                                                             | Zagabria                                                              | Jugoslavia                                                            | 6 – 1                                                                 | Italia                                                                | Coppa Internazionale                                                  | -                                                                     |                                                                       |
| Totale                                                                |                                                                       | Presenze                                                              | 4                                                                     |                                                                       | Reti                                                                  | 0                                                                     |                                                                       |

## Palmarès

### Competizioni nazionali
- Campionato italiano: 1

Fiorentina: 1955-1956
- Coppa Italia: 1

Fiorentina: 1960-1961

### Competizioni internazionali
- Coppa Grasshoppers: 1

Fiorentina: 1952-1957
- Coppa delle Coppe: 1

Fiorentina: 1960-1961
- Coppa dell'Amicizia italo-francese: 2

Fiorentina: 1959, 1960
- Coppa delle Alpi: 1

Fiorentina: 1961